# Френк Шортер
Френк Чарльз Шо́ртер (англ. Frank Charles Shorter; нар. 31 жовтня 1947 у Мюнхені, ФРН) — американський легкоатлет, марафонець. Олімпійський чемпіон 1972 року.

## Біографія
Френк народився в Мюнхені, оскільки його батько проходив там військову службу. Після повернення сім'ї в США навчався в Єльському університеті, де брав участь у спортивних змаганнях. В 1969 році став переможцем чемпіонату національної академії студентського спорту (NCAA) в забігах на 10000 метрів. У 1970 році став чемпіоном США на дистанції 5000 метрів, а на дистанції 10000 метрів ставав національним чемпіоном у 1970, 1971, 1974, 1975 і 1977 роках.
З 1970 до 1973-го чотири рази поспіль вигравав чемпіонат з бігу по пересічній місцевості. У 1971 році став чемпіоном Панамериканських ігор на дистанції 10000 метрів. Чотири роки поспіль (з 1971 до 1974) вигравав престижний Фукуокський марафон.
Найбільшим успіхом в кар'єрі стала золота медаль на Олімпіаді 1972 року в змаганні на 10000 метрів. В 1976 на Олімпіаді в Монреалі виборов срібну медаль, поступившись бігуну з НДР Вальдемару Цєрпінські.
З 2000 до 2003 року був президентом Антидопінгового агентства США.
В 1984 році був прийнятий в Олімпійський Зал Слави США.

## Особисті рекорди
- 3 милі — 12:52,0 (1974)
- 5000 метрів — 13:26,60 (1977)
- 10000 метрів — 27:45,91 (1975)
- Марафон — 2:10:30 (1972)

## Олімпійські нагороди
| Олімпада                    | Місце проведення | Дисципліна | Нагорода |
| --------------------------- | ---------------- | ---------- | -------- |
| Літні Олімпійські ігри 1972 | Мюнхен           | марафон    | Золото   |
| Літні Олімпійські ігри 1976 | Монреаль         | марафон    | Срібло   |

## Результати марафонських забігів
Вказано найкращі результати:
1971
- 2:12:50 — 5 грудня (Фукуокський марафон) — переможець
- 2:17:44 — 6 червня (Юджінський марафон) — 2-ге місце

1972
- 2:10:30 — 3 грудня (Фукуокський марафон) — переможець
- 2:12:19 — 10 вересня (Літні Олімпійські ігри 1972) — переможець
- 2:15:57 — 9 липня (Юджінський марафон) — переможець

1973
- 2:11:45 — 2 грудня (Фукуокський марафон) — переможець
- 2:12:03 — 18 березня (Марафон озера Біва) — переможець

1974
- 2:11:31 — 8 грудня (Фукуокський марафон) — переможець

1975
- 2:16:29 — 4 жовтня (Марафон Кроулі) — переможець

1976
- 2:10:45 — 31 липня (Літні Олімпійські ігри 1976) — 2-ге місце
- 2:11:51 — 22 травня (Юджінський марафон) — переможець
- 2:13:12 — 24 жовтня (Нью-Йоркський марафон) — 2-ге місце[1]